# Словацька Кайня
Словацька Кайня (словац. Slovenská Kajňa) — село в Словаччині, Врановському окрузі Пряшівського краю.
Уперше згадується у 1334 році.
У селі є римо-католицький костел (1925) збудований на місці старішого костела.

## Географія
Розташоване в східній частині Словаччини в південній частині Низьких Бескидів в долині Ондави біля водоймища Велика Домаша. Протікає Кваковський потік.

## Населення
| Рік:            | 1994. | 2004.   | 2014.   | 2024.    |
| --------------- | ----- | ------- | ------- | -------- |
| Кількість осіб: | 826   | 815     | 781     | 701      |
| Різниця:        |       | -1,33 % | -4,17 % | -10,24 % |

| Рік:            | 2023. | 2024.   |
| --------------- | ----- | ------- |
| Кількість осіб: | 717   | 701     |
| Різниця:        |       | -2,23 % |

У селі проживає 779 осіб.
Національний склад населення (за даними перепису 2001 року):
- словаки — 98,40 %,
- цигани — 0,74 %,
- українці — 0,49 %,
- русини — 0,25 %.

Склад населення за приналежністю до релігії станом на 2001 рік:
- римо-католики — 93,46 %,
- греко-католики — 4,32 %,
- православні — 0,62 %,
- протестанти — 0,49 %,
- не вважають себе вірянами або не належать до жодної вищезгаданої конфесії — 0,86 %.